# هيو دود
هيو دود (بالإنجليزية: Hugh Dowd)‏ هو لاعب كرة قدم بريطاني، ولد في 19 مايو 1951 في لورغان ‏ في المملكة المتحدة. لعب مع شيفيلد وينزداي ونادي دونكاستر روفرز.

## وصلات خارجية
- هيو دود على موقع قاعدة بيانات كرة القدم.إي يو (الإنجليزية)
- هيو دود على موقع ناشيونال فوتبول تيمز (الإنجليزية)